# Маскарада (албум)
Маскарада је девети студијски албум Светлане Цеце Ражнатовић који је издат за ПГП РТС јуна 1997.

## О албуму
Проверени и опробани тандем Марина Туцаковић - Александар Милић Мили главни су Цецини сарадници и на албуму Маскарада, којим се Цеца вратила у ПГП РТС на велика врата. И поред чињенице да је Цеца већ велика звезда и да је прави ексклузивац ПГП-а, она добија третман као никада до тада са помпезном промоцијом и изузетно квалитетном рекламом. Иако је сваки Цецин албум који је урадила у последњих петнаестак година апсолутни хит Маскарада је показала да је Цеца изградила препознатљив стил и у тематици песама и у начину извођења. Свака песма има неку своју душу и свака је прича за себе, описујући младу заљубљену жену која пати. Тако је насловна нумера Маскарада постала химна остављених и преварених жена, а остале песме које су обележиле албум су Неваљала, Наговори, Ноћас кућа части итд. По први пут Цеца сарађује са групом Зана која је потписала феноменалну песму Кажем да те волим.
Албум је продат у тиражу од 215 000 примерака.

## Списак песама
На албуму се налазе следеће песме:
| Бр.  | Назив                    | Текст            | Музика           | Аранжман         | Трајање |
| ---- | ------------------------ | ---------------- | ---------------- | ---------------- | ------- |
| 1.   | Маскарада                | Марина Туцаковић | Александар Милић | Александар Милић | 04:30   |
| 2.   | Неваљала                 | Марина Туцаковић | Александар Милић | Александар Милић | 03:22   |
| 3.   | Погрешан број            | Марина Туцаковић | Александар Милић | Александар Милић | 03:52   |
| 4.   | Кажем да те волим        | Јелена Галонић   | Група "Зана"     | Група "Зана"     | 03:18   |
| 5.   | Наговори                 | Марина Туцаковић | Александар Милић | Александар Милић | 03:30   |
| 6.   | Вретено                  | Марина Туцаковић | Александар Милић | Александар Милић | 03:44   |
| 7.   | Ноћас кућа части         | Марина Туцаковић | Александар Милић | Александар Милић | 04:06   |
| 8.   | Да не чује зло           | Марина Туцаковић | Александар Милић | Александар Милић | 03:28   |
| 9.   | И богати плачу           | Марина Туцаковић | Александар Милић | Александар Милић | 03:53   |
| 10.* | Маскарада (Инструментал) | /                | Александар Милић | Александар Милић | 02:35   |

## Информације о албуму
- * Песма број 10 се не налази на омоту албума али се на ЦД-у налази аудио запис, тако да је ова песма скривена
- Продуцент: Александар Милић
- Програмер: Владимир Мараш
- Тон мајстор: Бранко Марковић, Радослав Ерцеговац
- Клавијатуре: Владимир Мараш
- Гитаре: Владан Вучковић
- Удараљке: Огњен Радивојевић
- Трубе: Бокан Станковић
- Кларинет: Божидар Милошевић
- Re-mix: Радослав Ерцеговац
- Консултант: Ђорђе Јанковић
- Снимано у студију "Lucky Sound" јун '97
- Пратеће вокале певали: Светлана Ражнатовић, Гордана Тржан, Нада Полић, Мирјана Шкорић, Јелена Галонић, Бранко Марковић, Зоран Тутуновић
- Фото: Дејан Милићевић
- Главни и одговорни уредник: Мирољуб Аранђеловић Кемиш
- Уредник редакције за народну музику: Милош Мијатовић
- Музички уредник: Милисав Антонић

## Спотови
- Неваљала